# ロッキンユー!!!
『ロッキンユー!!!』 (ROCKING YOU!!!) は、石川香織による日本の漫画。2017年8月26日、集英社のウェブコミック投稿サイト『ジャンプルーキー！』にて読切版の『ロッキンオン!!!』をコーンフレーcu名義で掲載。
集英社のウェブコミック配信サイト『少年ジャンプ+』にて、2018年4月7日から隔週連載開始。途中休載期間を挟み、のちに週刊連載となって2019年4月6日まで連載された。話数表記はTrack.、巻数表記はDisc.となっている。「みんなが選ぶTSUTAYAコミック大賞2018」ネクストブレイク部門10位にランクイン。
「ジャンプ+」での連載終了後、Twitterにて2019年5月より作者自身による個人連載『ロッキンニュー!!!』がスタートした。
2019年12月、集英社との出版権・公衆配信権の契約解除を発表。
2020年7月、韓国での出版権のみ委託していた集英社より、韓国語版1巻が発売。
2021年に同人誌として『ロッキンユー!!!新装版』全3巻が発売された。

## あらすじ
「ナンバーガールが義務教育」なオルタナ根暗ロック好き・アキラと、打ち込めるものを探している、ごくごく普通の少年・たかし。正反対の二人の出会い。部活紹介でアキラの演奏に魅せられたたかしはロック研究会へ入部し、更なる部員勧誘のため初めてのライブを経験する。

## 登場人物
※登場人物名には漢字表記でのフルネームがあるが、作中表現として基本となるひらがな・カタカナ表記で記述する。

### 陸前高校ロック研究会 / バンド『春の感傷』
不二美 アキラ（ふじみ アキラ）
リードギター／作詞作曲担当の2年生。4月1日生まれ。身長168cm。好きな飲み物はコーヒー。好きな音楽は邦楽ロック。好きなバンドはナンバーガール、ピロウズ、イースタンユースなど。春の感傷の前には『invain』という3ピースバンドを組んでいたが音楽性の違いにより解散。使用機材はFender/STANDARDTELECASTER Candy Apple Red。典型的バンドマン声。足癖が悪い。ラノベからSF名作まで嗜む読書家。
真神 たかし（まがみ たかし）
リズムギター／ボーカル担当の1年生。身長167cm。主人公(?)。3月31日生まれ。好きな食べ物はみかん(適当)。好きな音楽とバンドはこれから。高校デビューで金髪に。バンドメンバーの中で唯一の初心者。使用機材はフリマアプリで譲ってもらったFender/Stratocaster。春の感傷の名付け親。
高座 ひろき（たかざ ひろき）
ドラム担当の1年生。12月25日生まれ。身長161cm（靴有りで）。真面目できっちりした礼儀正しいV系。カラコンを入れている。一番好きなバンドはカリガリ。他にPlastic Tree、9mm parabellum bullet、The cabs、People In The Box、レディオヘッドなど。小学生時代にいじめられていた過去を持つ。暁リョウマとは幼なじみ。ロッ研以外には漫画文芸研究会にも所属している。
暁 リョウマ（あかつき リョウマ）
ベース担当の1年生。7月7日生まれ。身長181cm。妹が1人、姉が2人いる。総菜屋の息子。好きな音楽を好きと言えないパリピ。好きなバンドはゆらゆら帝国、P-MODEL、The Stone Roses、モーモールルギャバンなど。コラボカフェ等に興味を持ったりラノベタイトルに反応するなど、実はオタクな一面も。高座ひろきとは幼なじみ。使用機材はRickenbacker4003

### 主要人物の家族・友人など
真神 大臣（まがみ ひろおみ）
第一中学校に通う真神たかしの弟。ニックネームは『ダジ』。将来の夢はイラストレーター・映像作家。運動神経も良く、女子からも人気。アニメショップやニコニコ動画が好き。
不二美 響花（ふじみ きょうか）
不二美アキラの母。息子を“くん”付けで呼ぶ。
橋本
たかしの中学時代からの友人。通称はっしー。七三分け。たかしのライブを観て素直に褒めるが、ロックにのめりこんでいくたかしと、適当に日々をやり過ごす自分の温度差を感じ始める。
佐伯
たかしの中学時代からの友人。通称じゅん。橋本と一緒にたかしのライブを観に来る。
相田 美央（あいだ みお）
クラスの主導権を握るグループに属する女子。たかし達をクラス会に誘う。カラオケでのたかしの歌を褒める。

### ライバルバンド

#### LATZ NEW ORDER（ラッツ ニュー オーダー）
羽佐間ちあき率いる、未確認フェス出場の5人組バンド。
羽佐間 ちあき（はざま ちあき）
LNOのボーカル／ギター担当。高校2年生。身長177cm。アキラが組んでいたバンド『invain』元メンバー。invain解散後は休学して単独歌手デビューし、ポップ＆キャッチーな仕上がりで特に女性に大人気に。髪色はピンク。バンドLATZ NEW ORDERを新たに組み、陸前高校へ復学。全校生徒の前でアキラにバンドをやめるように言う（後に「例のおまやめ」と呼ばれることになる）など、アキラへの執着を見せる。使用機材はFender Mustang Torino Red。
藤田 ハルカ（ふじた ハルカ）
LNOのリードギター担当。身長164cm。『タグロックできないP』という名前で、合成音声と人間の音楽ユニット『こども用』（ボイスロイド・ポエトリーリディング・クリックノイズ・ゴリッゴリに歪ませたギターを組み合わせるスタイル）で活動していたが、たかしにギターを譲ってLNOへ加入した。
小松 龍太郎（こまつ りゅうたろう）
LNOのドラム担当のイケメン。身長186cm。愛称は小松ちゃん（こまっちゃん）。声が大きい。
木島 タカト（きじま タカト）
LNOのベース担当。身長165cm。ライブ中は黒いマスクを着けている。姉がいる。
千代田 美代子（ちよだ みよこ）
LNOのキーボード担当の中学生。身長153cm。特技はカワイイと言い切る美少女。魚の形のヘアアクセサリーとセーラー服がトレードマーク。4才からピアノを始め受賞歴もある腕前だが、評価のされ方に悩み、顔を隠して「弾いてみた」動画をアップしていた。

#### Wooof!（ヴォーフ）
未確認フェス出場の、ラウド最有力候補とも言われる3ピースバンド。
日向レオ（ひゅうが レオ）
Wooof!のフロントマンでギター担当。高校一年生。バンドでの表記はREOH。作詩／作曲も手がける。好きなバンドはTHE ORAL CIGARETTES。春の感傷の演奏を聴き、アキラがinvainのリードギターだと見抜く。金髪にピアス等、見た目は派手でも学校の勉強ではしっかりと予習を行うなど、ストイックな性格。成績優秀だが国語が苦手で、漢字に弱い。使用機材はGibson Flying V 1975(replica) Dark Night。
久我冬馬（くが トーマ）
Wooof!のベース担当。invainの曲を評価している。中学生時、同級生に文化祭用のバンドに誘われてベースを始める。マサとは幼なじみ。使用機材はLEGEND LPB-Z Black。
本田正文（ほんだ マサフミ）
wooof!のドラム担当。通称マサ。眼鏡で短髪。トーマとは幼なじみ。

#### 三島いおりのバンド（バンド名不明）
三島いおり（みしま いおり）
アキラが組んでいたバンド『invain』元メンバー。ドラム担当。高校2年生。愛知県にて新しくバンドを組み活動中。未確認フェスに出場しているが、バンド名やメンバー編成などは不明。少し長めの髪に赤メッシュを入れている。フットワークが軽い自由人で、判断基準は「オモロ」。
神楽坂
いおりのバンドメンバーでベースボーカルの高校1年生。通称シュワ。地声が高いのを気にしている。一人称は己（おれ）。名古屋から新幹線でいおりを迎えに来る。

### その他の登場人物など
舘坂みずき（たてさか みずき）
ロック研究会の顧問。たかし達を見守る。
川原 優（かわはら すぐる）
生活指導の先生。
木島ミナミ（きじま ミナミ）
ミスiD出身のモデル。春の感傷MVをSNSで紹介しバズらせる。木島タカトの姉。
青木サトル（あおき サトル）
音楽スタジオ『青斬スタジオ』のスタッフ。いかつい見た目だが、パスピエが大好き。
佐川リッカ（さがわ リッカ）
陸前高校情報処理部（実質パソコン部）の女子高生。アキラ・ちあきのクラスメイト。
パンタグリュエルと遊ぼう
アキラが小学生の時に聴いていたラジオのパーソナリティをしていたバンド。通称パン遊（パンあそ）。
世良ヒナタ（せら ヒナタ）
パン遊のベースボーカル。モノクルを着けている。
暁透花（あかつき とうか）
暁リョウマの母。

## 劇中に登場した既存楽曲／アーティスト
1.各話タイトルに使用された楽曲及びアーティスト、2.劇中に登場した楽曲及びアーティスト、3.名前のみ登場したアーティストを楽曲名／アーティスト名の順で以下の表に記述する。
※重複するため、1.に記述した楽曲およびアーティストは2.には記述しない。
|              | 1.タイトル                                                  | 2.劇中 | 3.アーティスト名のみ登場                                                                                                   |
| ------------ | ----------------------------------------------------------- | --- | --- |
| Track.1      | 透明少女／ナンバーガール                                    | 桜のダンス／ナンバーガール SCHOOL GIRL BYE BYE／ナンバーガール NUM-HEAVYMETALLIC／ナンバーガール September Girlfriend／ナンバーガール IGGY POP FUN CLUB／ナンバーガール                                          | 長渕剛 Mr.Children ZAZEN BOYS BUMP OF CHICKEN 04 Limited Sazabys 米津玄師 フジファブリック                                 |
| Track.2      | 桜の季節／フジファブリック                                  | ハイエース／フラワーカンパニーズ 感受性応答セヨ／eastern youth 叙景ゼロ番地／eastern youth 地方都市のメメント・モリ／amazarashi イデアの水槽／GRAPEVINE                                                          | 五十嵐隆 フジファブリック ナンバーガール                                                                                   |
| Track.3      | ワールズエンド・ダンスホール／wowaka                        | - | - |
| Track.4      | ワールズエンド・ダンスホール／wowaka                        | - | - |
| Track.5      | ワールズエンド・ダンスホール／wowaka                        | - | - |
| Track.6      | 青春狂騒曲〜青雲立志編〜／cali≠gari                         | - | Plastic Tree 9mm parabellum bullet The cabs People In The Box レディオヘッド ザ・キュアー マイ・ブラッディ・ヴァレンタイン |
| Bonus Track. | 遁世／エレファントカシマシ                                  | - | - |
| Track.7      | 人間やめときな'99／ゆらゆら帝国                             | ソフトに死んでいる／ゆらゆら帝国 エジソン電／電気グルーヴ 美術館で会った人だろ／P-MODEL Bye Bye Badman／The Stone Roses Karn Evil 9:1st Impression／Emerson,Lake&Palmer 野口、久津川で爆死／モーモールルギャバン | - |
| Bonus Track. | 死んだというのは聞かないが／FoZZtone                        | - | - |
| Track.8      | いけすかない／GRAPEVINE                                     | - | ボアダムス ゆらゆら帝国 |
| Track.9      | バンドをやってる友達／ゆらゆら帝国                          | - | パスピエ ボアダムス |
| Track.10     | 夜行性の生き物3匹／ゆらゆら帝国                             | - | ボアダムス |
| Track.11     | 無い！！／ゆらゆら帝国                                      | - | ボアダムス |
| Track.12     | -                                                           | - | - |
| Track.13     | -                                                           | - | THE ORAL CIGARETTES |
| Track.14     | -                                                           | - | - |
| Track.15     | -                                                           | - | ELLEGARDEN |
| Track.16     | -                                                           | - | フジファブリック パノラマパナマタウン                                                                                      |
| Track.17     | -                                                           | アウトサイダー／Eve | 坂本慎太郎 忌野清志郎 寺内タケシ 斉藤和義 TOMOVSKY 矢野顕子 細野晴臣                                                       |
| Track.18     | -                                                           | - | - |
| Track.19     | Do you like Rock'n Roll?／N'夙川BOYS I Hate Music／Syrup16g | - | - |
| Bonus Track. | 行きます！カラオケ一曲目／ほぼ日P                           | 千の病を持つ男／有頂天 | - |
| Track.20     | 僕を問う／a flood of circle                                 | Lemon／米津玄師 | BABYMETAL |
| Track.21     | 僕を問う／a flood of circle                                 | ヒューマノイド／ずっと真夜中でいいのに。 | ONE OK ROCK MY FIRST STORY                                                                                                 |
| Track.22     | 僕は初音ミクとキスをした／みきとP                           | - | - |
| Bonus Track. | バトルクライ／BUMP OF CHICKEN                               | - | - |
| Track.23     | キミノメヲ／じん・そらる                                    | - | すとぷり 浦島坂田船 まふまふ そらる After the Rain HoneyWorks はるまきごはん Mah かんざきひろ（鼻そうめんP） ハチ          |
| Track.24     | キミノメヲ／じん・そらる                                    | アウェーインザライフ／筋肉少女帯 | - |
| Track.25     | VIP／Mrs. GREEN APPLE                                       | - | - |
| Track.26     | テレキャスターの真実／凛として時雨                          | - | - |
| Track.27     | -                                                           | - | - |
| Track.28     | -                                                           | - | - |
| Track.29     | セルアウト禅問答／挫・人間                                  | - | - |
| Track.30     | それではまた、明日／ASIAN KUNG-FU GENERATION                | - | - |
| Track.31     | -                                                           | - | 凛として時雨 |
| Track.31.5   | -                                                           | - | B'z 稲葉浩志 電気グルーヴ 石野卓球                                                                                         |
| Track.32     | 飄々とエモーション／フレデリック                            | Neighbormind／凛として時雨 | ピエール中野 THE ALFEE |
| Track.33     | デーモンダンストーキョー／Eve                               | - | - |
| Track.34     | 頓珍漢の宴／ピノキオピー                                    | - | - |
| Track.34.5   | ありのままで受験したら落ちた／忘れらんねえよ                | - | - |
| Track.35     | 頓珍漢の宴／ピノキオピー                                    | - | - |
| Track.36     | 頓珍漢の宴／ピノキオピー                                    | - | - |
| Track.37     | 群青日和／東京事変                                          | - | - |
| Track.37.5   | PADDLE／Mr.Children                                         | - | - |
| Track.38     | 大魔王参上／THE ORAL CIGARETTES                             | - | - |
| Track.39     | -                                                           | - | Mrs.GREEN APPLE 感覚ピエロ                                                                                                 |
| Track.40     | -                                                           | - | - |
| Track.41     | 後期衝動／amazarashi                                        | - | My Hair is Bad |

## 書誌情報
- 石川香織『ロッキンユー!!!』集英社〈ジャンプ・コミックス〉、全4巻、絶版
  1. 2018年6月4日発売、ISBN 978-4-08-881552-7
  2. 2018年11月2日発売、ISBN 978-4-08-881662-3
  3. 2019年4月4日発売、ISBN 978-4-08-881662-3
  4. 2019年6月4日発売、ISBN 978-4-08-882010-1

- 石川香織『ロッキンニュー!!!』自費出版〈Cocothin Letter〉
  1. 2019年5月12日発行（Disc.1 今日の端役 明日の莫逆）、COMITIA128で頒布開始
  2. 2019年8月25日発行（Disc.2 DEMON DANCE TOKYO）、COMITIA129で頒布開始
  3. 2019年11月24日発行（Disc.3 オツベルとドツペル）、COMITIA130で頒布開始
  4. 2019年12月30日発行（Disc.4 あるいは春の感傷②）、コミックマーケット97で頒布開始
  5. 2020年2月9日発行（Disc.4.5 PADDLE）、COMITIA131で頒布開始
  6. 2020年5月5日発行（ロッキンオン!!! 読切＋初期設定集）、エアコミケ（C98）で頒布開始
  7. 2020年12月30日発行（Disc.5 Heat-Haze-Gazer）、エアコミケ2で頒布開始

- 石川香織『ロッキンユー!!!新装版』自費出版〈Cocothin Letter〉、全3巻
  1. 2020年8月31日発行（ロッキンユー!!!新装版(上)）
  2. 2021年6月12日発行（ロッキンユー!!!新装版(中)）
  3. 2021年11月20日発行（ロッキンユー!!!新装版(下)）